# Stropnice
La Stropnice est une rivière d'Autriche et de Tchéquie et un affluent de la Malše, donc un sous-affluent du fleuve l'Elbe par la Moldau ou Vltava.

## Géographie
D'une longueur de 54 km.

### Bassin versant
Le bassin versant est de 400,4 km2 de superficie.

## Source de la traduction
- (de) Cet article est partiellement ou en totalité issu de l’article de Wikipédia en allemand intitulé « Strobnitz (Fluss) » (voir la liste des auteurs).